# Lake Purser
Der Lake Purser ist ein See im Southland District der Region Southland auf der Südinsel von Neuseeland.

## Geographie
Der auf einer Höhe von 95 m liegende Lake Purser befindet sich im Fiordland National Park, rund 8 km nordöstlich des Moana-whenua-pōuri / Edwardson Sound und rund 5,8 km südlich des Cook Channel, der zum Tamatea / Dusky Sound gehört. Dieser hat in Südwest-Nordost-Ausrichtung eine Länge von rund 2,03 km und misst an seiner breitesten Stelle rund 530 m in Nordwest-Südost-Richtung. Die Gesamtfläche des Sees beträgt 76,5 Hektar und sein Seeumfang kommt auf rund 5,14 km.
Gespeist wird der Lake Purser von dem von Nordosten kommenden Oho Creek, der den See an seiner südwestlichen Seite zum Lake Carrick hin entwässert.

## Geologie
Es wird vermutet, dass sich der Lake Purser durch einen 30 Mio. m³ umfassenden Felsensturz gebildet hat, als dieser den See aufstaute. Man geht davon aus, dass dieser durch ein Erdbeben verursachte Vorgang möglicherweise im Jahr 1826 stattgefunden hat.